# Emanuel Emegha
Emanuel Emegha, né le 3 février 2003 à La Haye aux Pays-Bas, est un footballeur néerlandais, qui évolue au poste d'avant-centre au RC Strasbourg.

## Biographie

### En club
Né à La Haye aux Pays-Bas, Emanuel et son frère jumeau Joshua sont abandonnés à la naissance par leur père togolais et sont élevés par leur mère d'origine nigériane. Dans ses premières années, il s’essaye à l’équitation avant d’opter pour le football où il débute en tant que gardien avant de se révéler sur le front de l’attaque au Sparta Rotterdam.
Il joue son premier match en professionnel le 13 septembre 2020, lors de la première journée de la saison 2020-2021 d'Eredivisie contre l'Ajax Amsterdam. Il entre en jeu lors de cette rencontre perdue par son équipe sur le score de un but à zéro. Il inscrit son premier but en professionnel lors d'une rencontre de championnat face au Vitesse Arnhem. Il entre en jeu à la place de Sven Mijnans lors de ce match remporté par son équipe sur le score de trois buts à zéro.
Le 31 janvier 2022, il rejoint le club belge du Royal Antwerp FC, s'y engageant jusqu'en juin 2026. Pourtant, il ne s'y éternise pas ; le 4 août 2022, Emanuel Emegha rejoint l'Autriche pour s'engager en faveur du Sturm Graz pour un contrat courant jusqu'en juin 2026. Le 13 août 2022, il se fait remarquer en réalisant un doublé contre le SC Rheindorf Altach. Buteur après son entrée en jeu, il contribue à la victoire de son équipe par quatre buts à zéro,. Il participe à 27 rencontres de première division, en débutant 16 fois titulaire, pour 9 buts inscrits et 3 passes décisives délivrées. Avec son club, il dispute également la phase de groupe de la Ligue Europa (un but et une passe décisive à son actif), Sturm Graz terminant dernier du groupe F.
Le 22 juillet 2023, Emanuel Emegha rejoint la France en s'engageant en faveur du RC Strasbourg. Il signe un contrat de cinq ans, soit jusqu'en juin 2028. Ayant coûté environ 13 millions d'euros au club alsacien, il devient la deuxième recrue la plus chère de l'histoire du Racing Club de Strasbourg. Il réalise son premier doublé pour Strasbourg le 16 mars 2024, lors d'une rencontre de championnat face au FC Nantes. Titulaire ce jour-là, il contribue à la victoire de son équipe par trois buts à un avec ses deux buts,. Il conclut son premier exercice en Ligue 1 avec 28 apparitions à son actif, 23 titularisations, 8 buts et une passe décisive.
Lors de la saison 2024-2025, il inscrit son dixième but de la saison lors de la 22e journée face au RC Lens (victoire 0-2) et ce, malgré une blessure au genou l'ayant privé de plusieurs rencontres en novembre 2024.
Le 26 juillet 2025, Emegha est officiellement nommé capitaine du RC Strasbourg après le départ d'Habib Diarra.

### En équipe nationale
Emanuel Emegha représente l'équipe des Pays-Bas des moins de 19 ans depuis 2021, il marque notamment un doublé contre la Moldavie le 10 novembre, contribuant à la victoire des siens (4-0 score final).
Le 8 septembre 2023, Emegha joue son premier match avec l'équipe des Pays-Bas espoirs face à la Moldavie. Il est titularisé et son équipe s'impose par trois buts à zéro.

## Vie personnelle
Né aux Pays-Bas, Emanuel Emegha est né d'un père Togolais et d'une mère Nigériane. Il a un frère jumeau, Joshua,  qui est aussi footballeur au FC Lisse.
Dans son quotidien, il est très pieux, il est catholique et exprime régulièrement sa foi chrétienne sur les réseaux sociaux.

## Statistiques

### Statistiques détaillées
| Saison                | Club                  | Championnat           | Championnat | Championnat | Championnat | Coupe(s) nationale(s) | Coupe(s) nationale(s) | Coupe(s) nationale(s) | Compétition(s) continentale(s) | Compétition(s) continentale(s) | Compétition(s) continentale(s) | Compétition(s) continentale(s) | Total | Total | Total |
| Saison                | Club                  | Division              | M.          | B.          | P.d.        | M.                    | B.                    | P.d.                  | Comp.                          | M.                             | B.                             | P.d.                           | M.    | B.    | P.d.  |
| 2020-2021             | Sparta Rotterdam      | Eredivisie            | 17          | 1           | 0           | 1                     | 0                     | 0                     | -                              | -                              | -                              | -                              | 18    | 1     | 0     |
| 2021-2022             | Sparta Rotterdam      | Eredivisie            | 19          | 2           | 0           | 2                     | 0                     | 0                     | -                              | -                              | -                              | -                              | 21    | 2     | 0     |
| Sous-total            | Sous-total            | Sous-total            | 36          | 3           | 0           | 3                     | 0                     | 0                     | -                              | -                              | -                              | -                              | 39    | 3     | 0     |
| 2021-2022             | Royal Antwerp         | Jupiler Pro League    | 1           | 0           | 0           | -                     | -                     | -                     | -                              | -                              | -                              | -                              | 1     | 0     | 0     |
| 2022-2023             | Sturm Graz            | Ö.Bundesliga          | 27          | 9           | 1           | 4                     | 0                     | 0                     | C3                             | 5                              | 1                              | 1                              | 36    | 10    | 2     |
| 2023-2024             | Strasbourg            | Ligue 1               | 28          | 8           | 1           | 3                     | 1                     | 0                     | -                              | -                              | -                              | -                              | 31    | 9     | 1     |
| 2024-2025             | Strasbourg            | Ligue 1               | 27          | 14          | 3           | 2                     | 0                     | 0                     | -                              | -                              | -                              | -                              | 29    | 14    | 3     |
| Sous-total            | Sous-total            | Sous-total            | 55          | 22          | 4           | 5                     | 1                     | 0                     | -                              | -                              | -                              | -                              | 60    | 23    | 4     |
| Total sur la carrière | Total sur la carrière | Total sur la carrière | 119         | 34          | 5           | 12                    | 1                     | 0                     | -                              | 5                              | 1                              | 1                              | 136   | 36    | 6     |

## Palmarès
Avec Sturm Graz, il remporte la Coupe d'Autriche en 2023 et est également vice-champion d'Autriche la même année

## Récompenses et palmarès
- Nommé pour le titre de joueur du mois de janvier 2025 en Ligue 1, remporté par Ousmane Dembélé[15]
- Nommé pour le titre de joueur du mois d'avril 2025 en Ligue 1
- Nommé troisième meilleur joueur du RC Strasbourg pour la saison 2024-2025 avec 14% des votes (voté par l'Antre du Racing), remporté par Andrey Santos.
- Nommé quatrième plus beau but du RC Strasbourg sur la saison 2024-2025 pour son but face à l'Olympique de Marseille avec 12% des votes (voté par l'Antre du Racing).